# Sicalis
Genre
Sicalis est un genre de passereaux de la famille des Thraupidae.

## Liste d'espèces
D'après la classification de référence (version 3.3, 2013) du Congrès ornithologique international (ordre phylogénique) :
- Sicalis citrina – Sicale citrin
- Sicalis lutea – Sicale jaune
- Sicalis uropigyalis – Sicale à croupion jaune
- Sicalis luteocephala – Sicale à tête jaune
- Sicalis auriventris – Grand Sicale
- Sicalis olivascens – Sicale olivâtre
- Sicalis mendozae – (?)
- Sicalis lebruni – Sicale de Patagonie
- Sicalis columbiana – Sicale à béret
- Sicalis flaveola – Sicale bouton-d'or
- Sicalis luteola – Sicale des savanes
- Sicalis raimondii – Sicale de Raimondi
- Sicalis taczanowskii – Sicale de Taczanowski